# Edmond About
Edmond François Valentin About (14. února 1828 Dieuze – 16. ledna 1885 Paříž) byl francouzským spisovatelem, novinářem a kritikem umění.

## Životopis
Narodil se v rodině Michela Abouta (1796–1834) a Sophie Hansové (1809–1882). Oženil se s Alexandrine Le Painturier De Guillerville (1842–1929). Jejich děti byly: Valentin (1865–1945), Louisa Decourcelle (1866–1959), Pierre (1867–1886), Germaine Cley (1868–1944), Suzanne (1872–1935), Michel (1874–1928), Philippe (1877–1907) a Jean (1880–1939).
About byl žákem francouzského Lycea Charlemagne a později École normale supérieure. Po ukončení navštěvoval Francouzskou školu v Aténách, ale roku 1853 se vrátil zpět do Francie. V letech 1867 a 1868 pobýval v Egyptě. Je pohřben na pařížském hřbitově Père Lachaise. Jeho sochu na náhrobku vytvořil Gustave Adolphe Désiré Crauk.

### Kariéra
Kromě literární činnosti byl About také velmi jízlivým kritikem umění. Na Salonu v letech 1855 a 1857 zesměšňoval realismus maleb Gustava Courbeta. 23. ledna 1884 se stal členem Francouzské akademie. Westminster review jej ve své době nazvaly literárním vnukem Voltaira.

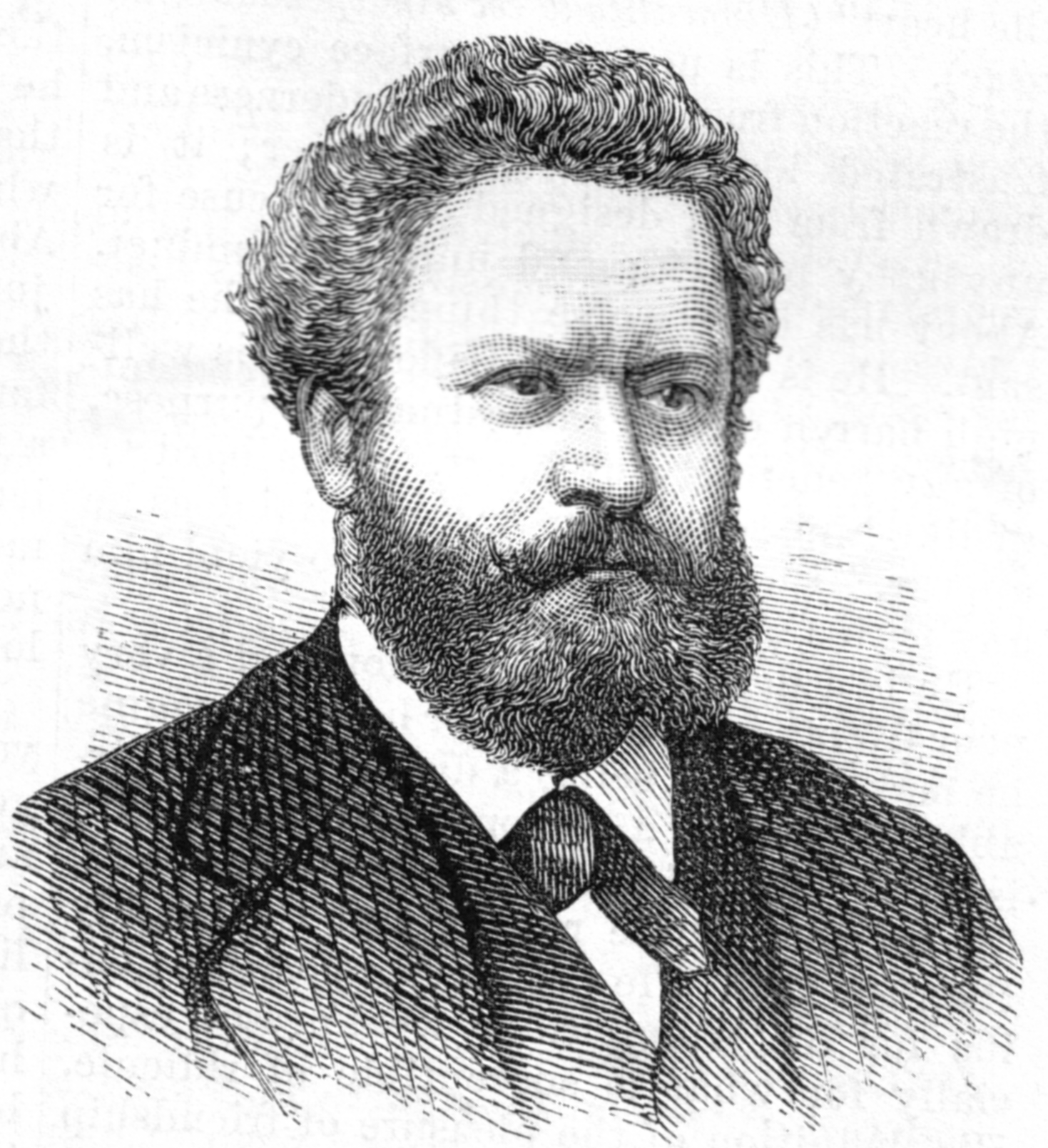
Edmond About

## Dílo
- 1854: La Grèce contemporaine
- 1856: Mariages de Paris
- 1856: Le Roi de la montagne
- 1861: Rome contemporaine[1]
- 1862: L'homme à l'oreille cassée (Muž s ulomeným uchem)
- 1862: Le Nez d'un notaire
- 1868: Les Mariages de province
- 1869: Le Fellah
- 1880: Le Roman d'un brave homme
- 1884: De Pontoise à Stamboul

### Česká vydání ==
- Historie Pařížanky: Octave Feuillet. Blíženci z hotelu Corneille: Edmond About – přeložil J. J. Benešovský-Veselý. Praha: Alois Hynek, 1881[2]
- Vrah: komedie o jednom jednání – přeložil Jaroslav Vrchlický. Praha: Mamert Knapp, 1885
- Francouzské novelly – přeložil E. V. Hynek. Praha: A. Hynek, 1889
- Muž s utrženým uchem: román – přeložil Alois Bořita. Praha: Národní tiskárna a nakladatelství, 1900
- Král hor: obrázek mravů řeckých – přeložil P. Horyna. Praha: František Topič, 1902
- Vrah: komedie o jednom jednání – přeložila Olga Fastrová [Pacientka: žert o jednom jednání – Xaver Menhard] Praha: M. Knapp, 1902?
- Pozemky na prodej – in: 1000 nejkrásnějších novel ... č. 93, úvod František Sekanina, přeložil Karel Šafář. Praha: J. R. Vilímek, 1916
- Věno Růženy Gaillardovy – přeložil H. M. Vilím. Praha: Jindřich Backovský, 1920
- K životu přivolaný: román – přeložil Kamil Jendík. Praha: nákladem vlastním, 1922
- Muž s ulomeným uchem: román – přeložil Otakar Hanuš; ilustroval Čeněk Kvíčala. Praha: Edvard Beaufort, 1924
- Notářův nos: humoristický román – přeložil JK: Praha: Antonín Svěcený, 1925